# 콰이토
콰이토(Kwaito)는 1990년대 남아프리카 공화국의 요하네스버그에서 나타난 음악장르이다. 콰이토는 아프리카의 음악과 샘플의 사용이라는 특징을 갖고 있는 하우스 음악의 변종이다. 일반적으로 하우스 음악의 다른 스타일보다 템포가 느리며, 익숙한 멜로디와 반복되는 타악기 샘플, 깊은 베이스 라인, 보컬이 포함되어 있다. 힙합 음악과 유사성이 있음에도 콰이토는 구별된 방식으로 가사가 불리며 랩을 하며 소리치는 경향이 있다.